# Blood and Bone
Blood and Bone (Promesa sangrienta en España) es una película estadounidense de artes marciales de 2009 dirigida por Ben Ramsey. La protagonizan Michael Jai White, Julian Sands, Eamonn Walker y Dante Basco. Se lanzó directamente para video.

## Sinopsis
Recién salido de prisión, Bone, un ex soldado, llega al submundo de Los Ángeles, donde conoce a James, un jefe de la droga y la prostitución que no se detendrá ante nada para ganar respeto. Este último se especializa en organizar peleas callejeras, disciplina en la que Bone destaca. Pero en lugar de montañas de dólares, es la sed de venganza de Bone lo que lo impulsa a destruir a los hombres de James uno por uno.

## Reparto
- Michael Jai White - Isaiah Bone
- Julian Sands - Franklin McVeigh
- Eamonn Walker - James
- Dante Basco - Pinball
- Nona Gaye - Tamara
- Michelle Belegrin - Angela
- Bob Sapp - Hammerman
- Dick Anthony Williams - Roberto
- Francis Capra - Tattoo
- Ron Yuan - Teddy D
- Kimbo Slice - JC
- Gina Carano - Veretta
- Maurice Smith - Fasthands
- Ernest Miller - Mommie Dearest
- Kevin Phillips - Danny
- Matt Mullins - Price